# Кубашев Сагідулла Кубашевич
Сагідулла Кубашевич Кубашев (10 лютого 1927, аул № 1 Уральської губернії, тепер Атирауська область, Республіка Казахстан — 19 квітня 2016, місто Алмати, Республіка Казахстан) — радянський діяч, 2-й секретар ЦК КП Казахстану. Депутат Верховної ради Казахської РСР 5—11-го скликань. Депутат Верховної ради СРСР 11-го скликання. Кандидат сільськогосподарських наук.

## Життєпис
Трудову діяльність розпочав у 1942 році колгоспником.
У 1949 році закінчив Алма-Атинський зооветеринарний інститут, учений-зоотехнік.
У 1949—1953 роках — головний зоотехнік, заступник начальника Гур'ївського обласного управління сільського господарства, начальник Управління тваринництва Гур'ївського обласного управління сільського господарства.
Член КПРС з 1953 року.
У 1953—1960 роках — голова правління колгоспу «Передовик» Індерського району Гур'ївської області.
У 1960 — січні 1963 року — голова виконавчого комітету Гур'ївської обласної ради депутатів трудящих.
У січні — жовтні 1963 року — голова виконавчого комітету Гур'ївської сільської обласної ради депутатів трудящих.
У жовтні 1963 — грудні 1964 року — 1-й секретар Гур'ївського сільського обласного комітету КП Казахстану.
У грудні 1964 — листопаді 1966 року — голова виконавчого комітету Гур'ївської обласної ради депутатів трудящих.
У листопаді 1966 — лютому 1975 року — голова виконавчого комітету Актюбінської обласної ради депутатів трудящих.
У лютому 1975 — 1979 року — заступник голови Ради міністрів Казахської РСР.
У 1979—1982 роках — голова виконавчого комітету Кзил-Ординської обласної ради депутатів трудящих.
У 1982 — 6 лютого 1987 року — 1-й секретар Семипалатинського обласного комітету КП Казахстану.
10 січня 1987 — 1 листопада 1988 року — 2-й секретар ЦК КП Казахстану.
З листопада 1988 року — на пенсії в Алмати.
Помер 19 квітня 2016 року в місті Алмати.

## Нагороди
- орден Леніна
- орден Жовтневої Революції
- чотири ордени Трудового Червоного Прапора
- орден Дружби народів
- медалі